# NGC 6332
NGC 6332 este o galaxie spirală situată în constelația Hercule. A fost descoperită în 11 iulie 1876 de către Édouard Stephan⁠(d). Se află la o distanță de 120,3 de megaparseci de Pământ.